# Mano a mano
Mano a mano è stato un programma televisivo italiano di genere talk show e rotocalco, andato in onda in seconda serata su Rai 3 dal 2 al 23 settembre 2024 con la conduzione di Federico Ruffo. Il programma veniva trasmesso in diretta dallo studio 4 del Centro radiotelevisivo Biagio Agnes di Roma.

## Il programma
Il programma, ideato da Luca Mattiucci e condotto da Federico Ruffo, era realizzato dalla Direzione Rai approfondimento in collaborazione con la Direzione Rai per la sostenibilità e raccontava la trasparenza sugli SMS solidali in collaborazione con l'organizzazione ActionAid.

## Edizioni
| Edizione | Anno | Conduzione     | Periodo          | Periodo           | Puntate | Regia              | Studio                                                 |
| Edizione | Anno | Conduzione     | Inizio           | Fine              | Puntate | Regia              | Studio                                                 |
| -------- | ---- | -------------- | ---------------- | ----------------- | ------- | ------------------ | ------------------------------------------------------ |
| 1ª       | 2024 | Federico Ruffo | 2 settembre 2024 | 23 settembre 2024 | 4       | Massimiliano Nucci | Studio 4 del Centro radiotelevisivo Biagio Agnes, Roma |

## Puntate e ascolti

### Prima edizione (2024)
| Puntata | Messa in onda     | Ascolti        | Ascolti | Ascolti |
| Puntata | Messa in onda     | Telespettatori | Share   | Fonte   |
| ------- | ----------------- | -------------- | ------- | ------- |
| 1       | 2 settembre 2024  | 332 000        | 3,69%   | [ 5 ]   |
| 2       | 9 settembre 2024  | 271 000        | 2,86%   | [ 6 ]   |
| 3       | 16 settembre 2024 | 346 000        | 3,17%   | [ 7 ]   |
| 4       | 23 settembre 2024 | 275 000        | 2,52%   | [ 8 ]   |
| Media   | Media             | 306 000        | 3,06%   |         |

## Audience
| Edizione | Rete televisiva | Anno | Stagione       | Orario      | Durata | Programmazione | Programmazione | Programmazione | Programmazione | Programmazione | Programmazione | Programmazione | Collocazione   | Media auditel  | Media auditel | Premiere       | Premiere | Finale         | Finale |
| Edizione | Rete televisiva | Anno | Stagione       | Orario      | Durata | L              | M              | M              | G              | V              | S              | D              | Collocazione   | Telespettatori | Share         | Telespettatori | Share    | Telespettatori | Share  |
| -------- | --------------- | ---- | -------------- | ----------- | ------ | -------------- | -------------- | -------------- | -------------- | -------------- | -------------- | -------------- | -------------- | -------------- | ------------- | -------------- | -------- | -------------- | ------ |
| 1ª       | Rai 3           | 2024 | estate-autunno | 23:25-00:00 | 35 min |                |                |                |                |                |                |                | Seconda serata | 306 000        | 3,06%         | 332 000        | 3,69%    | 275 000        | 2,52%  |